# Hieronymus vom Stein
Hieronymus vom Stein (auch: Petraeus; * 1550 in Königsberg (Preußen); † 25. Juli 1595 ebenda) war ein deutscher Rechtswissenschaftler.

## Leben
Hieronymus stammte aus einem alten fränkischen Adelsgeschlecht, das über Böhmen nach Königsberg gelangt war und dort Einfluss gewonnen hatte. Sein Onkel Paul vom Stein war daselbst Professor der Medizin, ein weiterer Onkel Bonaventura vom Stein Mathematiker und Hofprediger. Hieronymus’ gleichnamiger Vater war Bürgermeister der Löbenichter Gemeinde geworden. Seine Mutter Ursula war Tochter des Löbenichter Bürgers Kaspar Platner.
Am 20. April 1566 nahm Hieronymus an der Universität Königsberg ein Studium auf, das ihm zunächst durch ein Studium der philosophischen Grundwissenschaften das Rüstzeug gab, die höheren Fakultäten besuchen zu können. So erwarb er am 22. Dezember 1569 den Grad eines Bakkalaurus der Philosophie. Da die Universität Königsberg damals noch kein Promotionsrecht in den höheren Fakultäten hatte, studierte er ab März 1575 an der Universität Rostock weiter, wo er über die Institutionen private Vorlesungen hielt. 1579 gelangte er an die Universität Basel, wo er am 2. Februar 1580 mit der Dissertation Praelectio non publica zum Doktor der Rechte promoviert wurde.
Danach übernahm er an der Universität seiner Heimatstadt am 20. August 1580 die außerordentliche Professur der Rechtswissenschaften, wofür er anfänglich ein geringes Salär von 75 Mark erhielt. 1588 wurde er Zweiter ordentlicher Professor, womit eine Gehaltsaufbesserung verbunden war. Eine lange Wirksamkeit war ihm jedoch nicht vergönnt. Nachdem er mit der Disputation Testamento paganico in Erscheinung getreten und im Sommersemester 1590 Rektor der Königsberger Universität geworden war, starb er mit rund 45 Jahren.
Vom Stein hatte sich im November 1583 mit Barbara († 31. Dezember 1627), einer Tochter des Gerichtsverwandten Johann Ungermann, verheiratet. Aus dieser Ehe sind sechs Kinder bekannt.